# Українська опозиція при президентстві Віктора Януковича
Українська опозиція при президентстві Віктора Януковича це сукупність політичних партій, організацій і безпартійних лиць, починаючи з 2010 року виступаючих за європейську інтеграцію та дерусифікацію України. Демократична опозиція в Україні протидіяла наростаючому диктаторському режиму Віктора Януковича та проросійському курсу України.

## Історія

### До Євромайдана

#### АнтиТабачна кампанія
З грудня 2010 року по вересень 2012 року в Україні проводилась кампанія "Табачник геть!" проти відомого сторонника режиму Януковича і своїми українофобськими висловлюваннями. В результаті кампанії, частина учасників кампанії перейшла до активного протистояння реформам Дмитра Табачника у рамках кампанії «Проти деградації освіти»

#### Україна проти Януковича
У липні 2012 року, Арсеній Яценюк розпочав всеукраїнську акцію "Україна без Януковича", цілями акції було засудження режиму Януковича.

#### Акція "Вставай Україно!"
Літом 2013 року лідери опозиції Арсеній Яценюк, Віталій Кличко та Олег Тягнибок розпочали протестну акцію проти режиму Віктора Яуковича, акція розпочалась тисячним маршем в центрі Вінниці. Акція проводилася в Вінниці, Ужгороді, Львові, Івано-Франковську, Тернопілі, Київу, Луцьку і в інших містах України.

### Євромайдан
Серія массових протестів в україні під назвою Євромайдан, почалися в грудні 2013 року, причиною того стало перенесення євроінтеграційних процесів в Україні, та подальше побиття студентів на майдані 30 листопада 2013 року.
Хештег #Євромайдан у Твіттері в 2013 заняв лідіруюче місце у трендах, цей тег був використаний більше 30 000 разів.
30 листопада, після побиття студентів на майдані, лідери опозиції Арсеній Яценюк, Віталій Кличко та Олег Тягнибок створили Штаб національного спротиву.

## Опозиційні партії та організації
- Всеукраїнське об'єднання «Батьківщина»
- Всеукраїнське об'єднання «Свобода»
- УДАР Віталія Кличка
- Демократичний альянс
- Правий сектор
- Європейська партія України
- Радикальна партія Олега Ляшка
- Відсіч
- Спільна справа
- Європейська Солідарність

## Символіка

Прапор який використовували сторонники Євроінтеграції

Офіційно Опозиція не мала символу як опозиція в Білорусі, до Революції гідності опозиція використовувала прапор України, але підчас Євромайдану - одним з символів опозиції стала символіка Європейського союза суміщення з національною символікою України.